# نگون‌سار ایرانی
نگون‌سار ایرانی یا سیکلامن پرسیکوم (نام علمی: Cyclamen persicum) نام یکی از گونه‌های سردهٔ نگون‌سار یا سیکلامن است. نگون‌سار ایرانی والد نگون‌سارهای پرورشی به‌شمار می‌آید. نگون‌سار گیاهی علفی، چند ساله، با گل‌هایی به رنگ سفید، بنفش مایل به ارغوانی تیره یا صورتی است. در طبیعت این گیاه از ماه دسامبر تا اوایل مه گل می‌دهد. اگر به صورت گلدانی باشد در سایر ماه‌های سال نیز گل می‌دهد. گل‌ها به صورت مجزا روی دمگل‌های قهوه‌ای مایل به بنفش ظاهر می‌گردند و تا هنگام رسیدن میوه‌ها به طرف زمین خم می‌شوند.
این گیاه همچنین در جنوب ترکیه، سوریه، لبنان، اردن و اسرائیل یافت می‌شود. ارتفاع آن در حدود ۱۴ سانتیمتر است.